# Granatsydhake
Granatsydhake (Eugerygone rubra) är en fågel i familjen sydhakar inom ordningen tättingar.

## Utbredning och systematik
Granatsydhake placeras som enda art i släktet Eugerygone. Den behandlas antingen som monotypisk eller delas in i två underarter med följande utbredning:
- Eugerygone rubra rubra – förekommer i norra Västpapua (Arfak Mountains)
- Eugerygone rubra saturatior – förekommer i bergen på centrala och sydöstra Nya Guinea

## Status och hot
Arten har ett stort utbredningsområde, men tros minska i antal, dock inte tillräckligt kraftigt för att den ska betraktas som hotad. Internationella naturvårdsunionen IUCN listar arten som livskraftig (LC).